# Distretto di Sarganserland
Il distretto di Sarganserland è un distretto del Canton San Gallo, in Svizzera. Confina con i distretti di See-Gaster a nord-ovest, del Toggenburgo e di Werdenberg a nord, con il Liechtenstein a est, con il Canton Grigioni (regioni Landquart a est e Imboden a sud) e con il Canton Glarona a ovest. Il capoluogo è Sargans. Comprende parte del lago di Walenstadt (Walensee).
Il punto più elevato del distretto è dato dal Ringelspitz (3248 m).

## Comuni
Amministrativamente è diviso in 8 comuni:
- Bad Ragaz
- Flums
- Mels
- Pfäfers
- Quarten
- Sargans
- Vilters-Wangs
- Walenstadt

### Fusioni
- 1816: Vilters, Wangs → Vilters (dal 1996 Vilters-Wangs)

### Divisioni
- 1803: Ragaz → Ragaz (dal 1937 Bad Ragaz), Vilters, Wangs